# كوينسي ميرفي
كوينسي ميرفي (بالإنجليزية: Quincy Murphy)‏ هو سياسي أمريكي، ولد في 18 أغسطس 1952 في الولايات المتحدة، وتوفي في 2 أغسطس 2013 في نفس البلد. حزبياً، نشط في الحزب الديمقراطي. وقد انتخب عضو مجلس نواب جورجيا.